# 宮本佳那子×高橋秀幸の生っちゃライブ♪ショー ハレルヤ☆
『宮本佳那子×高橋秀幸の生っちゃライブ♪ショー ハレルヤ☆』（みやもと かなこ と たかはし ひでゆき の なまっちゃライブ ショー ハレルヤ）は、2012年4月17日から2014年3月18日まで、レインボータウンエフエム放送で放送されていたラジオ番組（音楽バラエティ）である。歌手・声優の宮本佳那子と、歌手の高橋秀幸がパーソナリティを務める冠番組。

## 解説
日本コロムビアと東映エージエンシーの共同事業により、『宮本佳那子×高橋秀幸の生っちゃライブ♪ショー』（みやもと かなこ と たかはし ひでゆき の なまっちゃライブ ショー）として2012年4月17日から放送を開始した。パーソナリティは歌手・声優の宮本佳那子と、歌手の高橋秀幸。なお、宮本と高橋はテレビ番組『キッズ劇場ピース』（テレビ神奈川、旧題『キッズ劇場Neo』）でも、「歌のお姉さん」、「歌のお兄さん」として共演している。
タイトルの『生っちゃ』とは、「生（生放送、生歌）で歌っちゃおう」の略。番組コンセプトを元に宮本が命名した。
2年目の2013年度より『宮本佳那子×高橋秀幸の生っちゃライブ♪ショー ハレルヤ☆』に改題。
2014年3月18日に最終回を迎えた。

## 放送・配信
- レインボータウンエフエム放送（毎月第3火曜日21:00 - 22:00、生放送）[2][4]
  - USTREAM（生配信）[2][4]
  - サイマル放送（生配信）[2][4]
- 東映MOBILE（アーカイブ配信）[6][※ 2]

## パーソナリティ
- 宮本佳那子（初回[1] - 2013年11月[7][8][9][10][3]）
- 高橋秀幸（初回[1] - 最終回[3]）

### 代理パーソナリティ
宮本は体調不良により2013年12月から休演のため、以下の4人が代役を務めた。
- 池田彩（2013年12月）[8]
- うちやえゆか（2014年1月）[9]
- 吉田仁美（2014年2月）[10]
- 沖佳苗（2014年3月）[3]

## 主なコーナー

### 極上ライブ
カヴァー曲を中心に、ピアノ、ギターの生演奏で歌うコーナー。『極上ライブ』は番組コンセプトでもある。宮本、高橋がそれぞれ1曲ずつ、デュエット1曲、合計3曲を歌う。
| 放送       | 楽曲（括弧内は原曲の歌手） |
| ---------- | --- |
| 2012年4月  | - 宮本：ママチ（ドイツ民謡） - 高橋：だいすき（岡村靖幸） - デュエット：スマイル（ゆず）                                                                                                 |
| 2012年5月  | - 宮本：未来へ（Kiroro） - 高橋：オリジナル スマイル（SMAP） - デュエット：ひとつだけ（矢野顕子、忌野清志郎）                                                                            |
| 2012年6月  | - 宮本：天使のウィンク（松田聖子） - 高橋：言葉にできない（オフコース） - デュエット：Love Makes Me Run（ICE）                                                                           |
| 2012年7月  | - 宮本：六月は一斉に花開く（『回転木馬』ミュージカルナンバー） - 高橋：勇者王誕生!（遠藤正明） - デュエット：上級生（フィンガー5）                                                       |
| 2012年8月  | - 宮本：渚のシンドバッド（ピンクレディ） - 高橋：真夏の果実（サザンオールスターズ） - デュエット：ふたりの愛ランド（石川優子とチャゲ）                                                   |
| 2012年9月  | - 宮本：エガオノチカラ（五條真由美） - 高橋：バスターズ レディーゴー! バラードバージョン（高橋秀幸） - デュエット：3年目の浮気（ヒロシ&キーボー）                                        |
| 2012年10月 | - 宮本：グッド・バイ・マイ・ラブ（アン・ルイス） - 高橋：奏（スキマスイッチ） - デュエット：木綿のハンカチーフ（太田裕美）                                                               |
| 2012年11月 | - 宮本：まちぶせ（石川ひとみ） - 高橋：北ウイング（中森明菜） - デュエット：パジャマジャ（高橋秀幸、宮本佳那子）                                                                         |
| 2012年12月 | - デュエット：恋人がサンタクロース（松任谷由実） - デュエット：White Love（SPEED） - デュエット：赤鼻のトナカイ - デュエット：幸せな瞬間は火曜日のハッピーソング（宮本佳那子＆高橋秀幸） |
| 2013年1月  | - 宮本：fight（YUI） - 高橋：空と君のあいだに（中島みゆき） - デュエット：夢で逢えたら（ラッツ&スター）                                                                                  |
| 2013年2月  | - 宮本：あなたを・もっと・知りたくて（薬師丸ひろ子） - 高橋：雪の華（中島美嘉） - デュエット：バレンタイン・キッス（国生さゆり with おニャン子クラブ）                                   |
| 2013年3月  | - 宮本：MOON（レベッカ） - 高橋：LOVE PHANTOM（B'z） |
| 2013年4月  | |
| 2013年5月  | |
| 2013年6月  | |
| 2013年7月  | - 宮本：渚のはいから人魚（小泉今日子） - 高橋：夜をぶっとばせ（オリジナルラブ） - デュエット：夏色（ゆず）                                                                               |
| 2013年8月  | - 宮本：渚のバルコニー（松田聖子） - 高橋：サマーヌード（真心ブラザーズ） - デュエット：勝手にシンドバッド（サザンオールスターズ）                                                       |
| 2013年9月  | - 宮本：旅愁（唱歌） - 高橋：風が強い日（THE STREET SLIDERS） - デュエット：さよなら夏の日 （山下達郎）                                                                                  |
| 2013年10月 | - 宮本：元気を出して（竹内まりや） - 高橋：浪漫飛行（米米CLUB） - デュエット：スイミン不足 （CHICKS）                                                                                    |
| 2013年11月 | - 宮本：夢をあきらめないで（岡村孝子） - 高橋：秋の気配（オフコース） - デュエット：ふられ気分でRock'n' Roll（TOM★CAT）                                                                  |
| 2013年12月 | - 高橋：雪が降る町（ユニコーン） - デュエット（高橋、池田）：ジングルベル |
| 2014年1月  | - 高橋：JUPITER（BUCK-TICK） - うちやえ：冬のオペラグラス（新田恵利） |
| 2014年2月  | - 高橋：津軽海峡冬景色（石川さゆり） - 吉田：ロマンスの神様（広瀬香美） |
| 2014年3月  | - 高橋：3月9日（レミオロメン） - 沖：my graduation（SPEED） |

### 極上ゲスト
出演したゲストは以下の通り。
- 高取ヒデアキ（2012年6月）[※ 5]
- 鎌田章吾（2013年3月）[※ 13]
- 池田彩（2013年5月）[6]
- 伊勢大貴（2014年2月）[10]

### 公式ウェブサイト
以下の出典は公式ウェブサイト、公式Twitter内より。
1. 1 2   宮本佳那子、高橋秀幸『動画メッセージ』（MP4）東映エージエンシー、該当時間: 0分25秒 - 1分10秒。
2. 1 2  “公式ウェブサイト”. 宮本佳那子×高橋秀幸の生っちゃライブ♪ショー ハレルヤ☆.  東映エージエンシー. 2014年3月6日閲覧。
3. ↑  “第1回放送（4/17）のセットリスト”. 東映モバイル.  東映. 2014年3月6日閲覧。 ※フィーチャー・フォンおよびスマートフォンのみ対応
4. ↑  “第2回放送（5/15）の生放送模様を一部ご紹介”. 東映モバイル.  東映. 2014年3月6日閲覧。 ※フィーチャー・フォンおよびスマートフォンのみ対応
5. 1 2  “第3回放送（6/19）の生放送模様を一部ご紹介”. 東映モバイル.  東映. 2014年3月6日閲覧。 ※フィーチャー・フォンおよびスマートフォンのみ対応
6. ↑  “第4回放送（7/17）のセットリスト”. 東映モバイル.  東映. 2014年3月6日閲覧。 ※フィーチャー・フォンおよびスマートフォンのみ対応
7. ↑  “第6回放送（9/18）のセットリスト”. 東映モバイル.  東映. 2014年3月6日閲覧。 ※フィーチャー・フォンおよびスマートフォンのみ対応
8. ↑  “第7回放送（10/16）の生放送模様を一部ご紹介”. 東映モバイル.  東映. 2014年3月6日閲覧。 ※フィーチャー・フォンおよびスマートフォンのみ対応
9. ↑  “第8回放送（11/20）の生放送模様を一部ご紹介”. 東映モバイル.  東映. 2014年3月6日閲覧。 ※フィーチャー・フォンおよびスマートフォンのみ対応
10. ↑  “第9回放送（12/18）の生放送模様を一部ご紹介”. 東映モバイル.  東映. 2014年3月6日閲覧。 ※フィーチャー・フォンおよびスマートフォンのみ対応
11. ↑  “第10回放送（1/15）のセットリスト”. 東映モバイル.  東映. 2014年3月6日閲覧。 ※フィーチャー・フォンおよびスマートフォンのみ対応
12. ↑  “第11回放送（2/19）の生放送模様を一部ご紹介”. 東映モバイル.  東映. 2014年3月6日閲覧。 ※フィーチャー・フォンおよびスマートフォンのみ対応
13. ↑  2013年3月19日9時52分（番組公式Twitter）